# 911 Агамемнон
911 Агамемнон, тимчасове позначення 1919 FD, — це великий астероїд Юпітера. Його діаметр становить близько 168 км (100 миль). Астероїд був відкритий 19 березня 1919 року німецьким астрономом Карлом Рейнмутом в обсерваторії Гайдельберг-Кенігштульна південному заході Німеччини. Це темний астероїд типу D, один з найбільших астероїдів Юпітера, з періодом обертання навколо своєї осі 6,6 години. Астероїд отримав свою назву на честь Агамемнона, грецького короля та одного з головних персонажів поеми Гомера «Іліада».

## Орбіта та класифікація

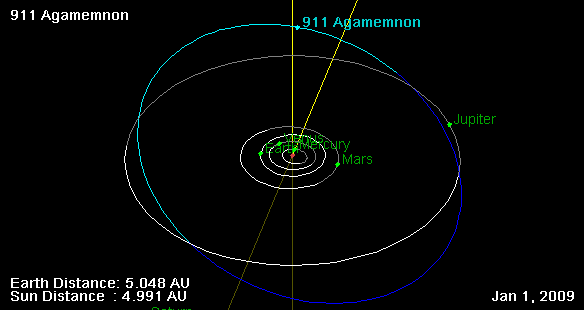
Орбіта астероїда Агамемнон, і його положення в Сонячній системі на 01.01.2009 р.

Астероїд Агамемнон — астероїд в точці Лагранжа L4. Це точка, яка знаходиться на 60° попереду орбіти Юпітера, де багато астероїдів «супроводжують» планету, залишаючись стабільними на цій орбіті. Агамемнон перебуває в так резонансі 1:1 з орбітою Юпітера, що означає, що він обертається навколо Сонця стільки ж разів, скільки й сам Юпітер.
Астероїд обертається навколо Сонця на відстані від 4,9 до 5,6 астрономічних одиниць (а.о.), де одна астрономічна одиниця — це середня відстань від Землі до Сонця (приблизно 150 мільйонів кілометрів). Агамемнон робить один повний оберт навколо Сонця за 12 років і 1 місяць, що дорівнює близько 4 427 днів. Його середня відстань від Сонця (велика піввісь) становить 5,28 а.о. Орбіта Агамемнона має невеликий ексцентриситет 0,07. Крім того, нахил орбіти на 22° від основної площини, в якій рухаються більшість планет (це площина, яку ми називаємо екліптикою). Спостереження цього астероїда почалися ще в жовтні 1927 року в обсерваторії Гайдельберг-Кенігштульна, більше ніж через 8 років після його офіційного відкриття.

## Фізичні характеристики
Агамемнон є темним астероїдом типу D за класифікацією Толена. Цей тип астероїдів відомий тим, що має низьке альбедо, тобто вони погано відбивають світло і виглядають дуже темними. Окрім класифікації Толена, Агамемнон також був віднесений до цього ж типу у двох іншій системі класифікації — SMASS, яка використовується для спектроскопічного огляду малих об'єктів Сонячної системи (S3OS2).

### Період обертання
Фотометричні спостереження астероїда в 1997 році дозволили побудувати криву блиску, яка показала, що період обертання Агамемнона складає 6,5819 ± 0,0007 години, зі зміною яскравості 0,29 ± 0,01 величини. Це означає, що астероїд обертається навколо своєї осі з дуже точним періодом, а його яскравість змінюється на 0,29 величини під час одного обертання. Дослідження, проведене у 2009 році, також визначило період обертання 6,592 ± 0,004 години.

### Діаметр та альбедо
Згідно з даними, отриманими за допомогою кількох космічних місій, таких як інфрачервоний астрономічний супутник IRAS, японський супутник Akari та місія NEOWISE (частина проєкту NASA Wide-field Infrared Survey Explorer), діаметр астероїда Агамемнон варіюється від 131,04 до 185,30 км. Це вимірювання засноване на абсолютній величині 7,89 і альбедо (відбитому світлі) поверхні астероїда, що коливається від 0,037 до 0,072. Інше оцінювання діаметра, за допомогою явища покриття показує значення 169 ± 3 км. Додатково, за результатами досліджень Колаборативної астероїдної лінії світлових кривих (Collaborative Asteroid Lightcurve Link), діаметр Агамемнона був підтверджений на рівні 166,66 км з альбедо 0,0444. Це також засноване на тій самій абсолютній величині 7,89.

### Форма і супутник
У 2012 році під час зоряного покриття було створено 2D-модель форми астероїда Агамемнон. Модель показала, що його розміри становлять приблизно 190,6 км на 143,8 км, і його контури мають нерівну та зміщену форму. Це спостереження також вказує на наявність в Агамемнона супутника з діаметром близько 5 км (з похибкою 5+5
−2 км), який обертається на відстані 278 ± 5 км від центру головного астероїда.

## Назва
Цей астероїд назвали на честь Агамемнона — короля з грецької міфології, який був головним лідером греків під час Троянської війни. Агамемнон є одним з центральних персонажів «Іліади» Гомера, де описується його роль у війні. Офіційно ім'я Агамемнона було затверджено в 1955 році в книзі Пола Херґета «Назви малих планет» (H 88).